# ديتمار هيرش
ديتمار هيرش (بالألمانية: Dietmar Hirsch)‏ (8 ديسمبر 1971 في ألمانيا - ) هو لاعب كرة قدم ألماني في مركز الوسط. لعب مع بوروسيا مونشنغلادباخ ونادي أونترهاخينغ ونادي دويسبورغ وهانزا روستوك و ونادي لوبيك ‏.

## وصلات خارجية
- ديتمار هيرش على موقع قاعدة بيانات كرة القدم.إي يو (الإنجليزية)
- ديتمار هيرش على موقع بيانات كرة القدم. دي إي (الألمانية)
- ديتمار هيرش على موقع عالم كرة القدم.نت (الإنجليزية)